# Ciclo dell'abuso

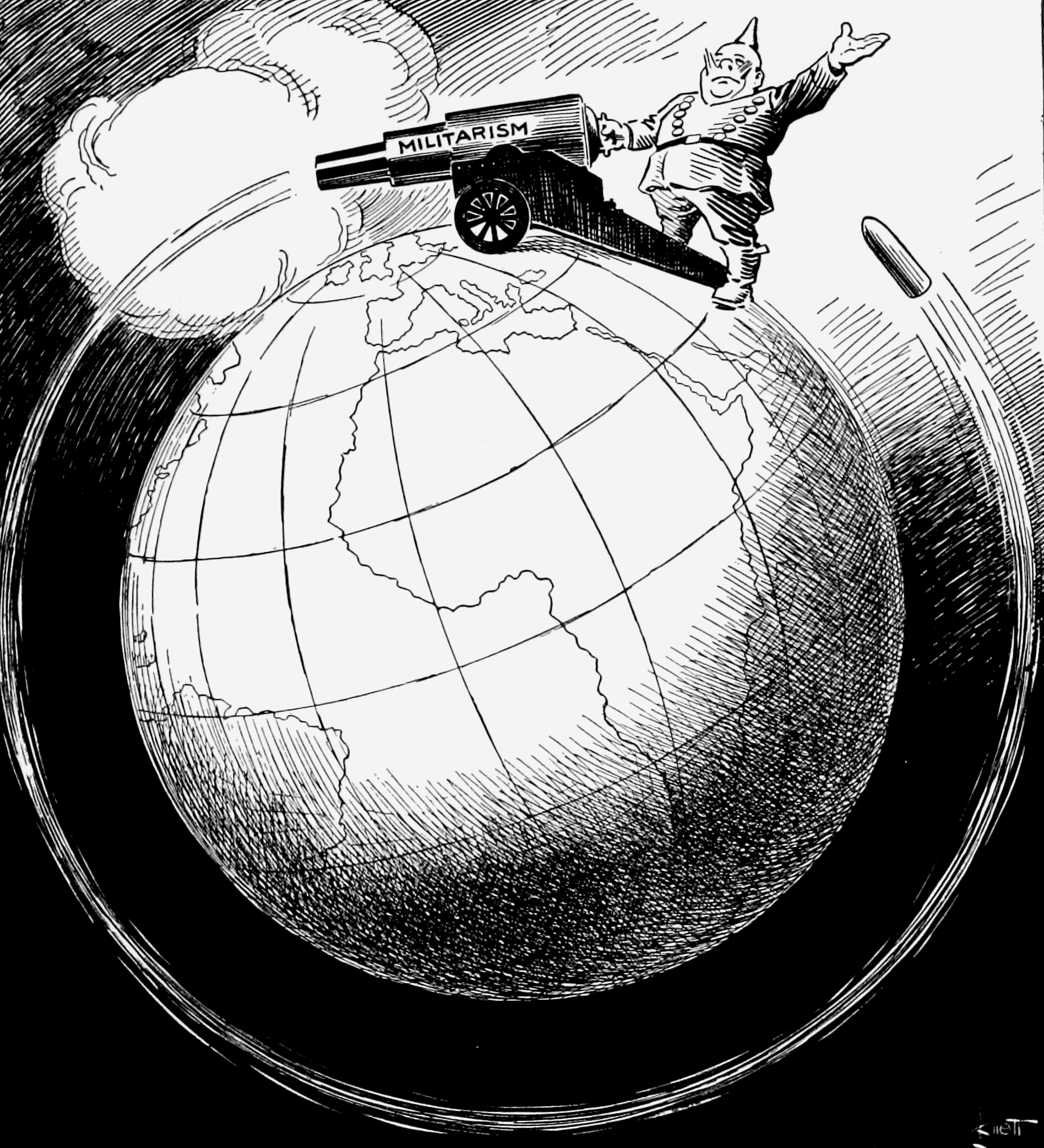
Spara più di quanto sogna di John F. Knott, Marzo 1918.

Il ciclo dell'abuso è una teoria criminologica sviluppata negli anni settanta da Lenore Walker per indicare i modelli di comportamento che si verificano in una relazione abusiva.
La relazione abusiva, una volta stabilita, è caratterizzata da reiterati atteggiamenti di abuso, psicologico e somatico, accompagnati da acquiescenza della vittima e da diversi tipi di sindromi.
I termini "ciclo di maltrattamento" e "sindrome da donna maltrattata" pure rientrano in questa categoria sia perché il ciclo dell'abuso non induce sempre ad un danno fisico sia perché i sintomi dell'abuso sono stati riscontrati in entrambi i generi e persino in relazioni non strettamente coniugali.

## Ciclo dell'abuso e ciclo della violenza
Il ciclo della violenza, a dispetto dell'abuso, è associato alla dottrina della retribuzione o della rivincita. Chi subisce un torto, seguendo il motto ebraico "occhio per occhio", può ricorrere a qualche strategia, non sempre lecita, per rifarsi del danno. Il ciclo può ripetersi ad intervalli variabili nel corso del tempo. Ogni fase non ha una durata preimpostata ed il livello di violenza aumenta o diminuisce a seconda dei casi. Come nel ciclo dell'abuso, l'aggressore apprende la violenza da terzi o durante l'infanzia o l'adolescenza e la perpetra da adulto continuando, quindi, secondo una logica ciclica. Quando l'abuso si verifica in una relazione, le probabilità di violenza aumentano drammaticamente.
La sentenza "violenza genera violenza" fu coniata da Martin Luther King nel 1958 e si riferisce al fatto che alla violenza non c'è mai fine.

## Criminogenesi

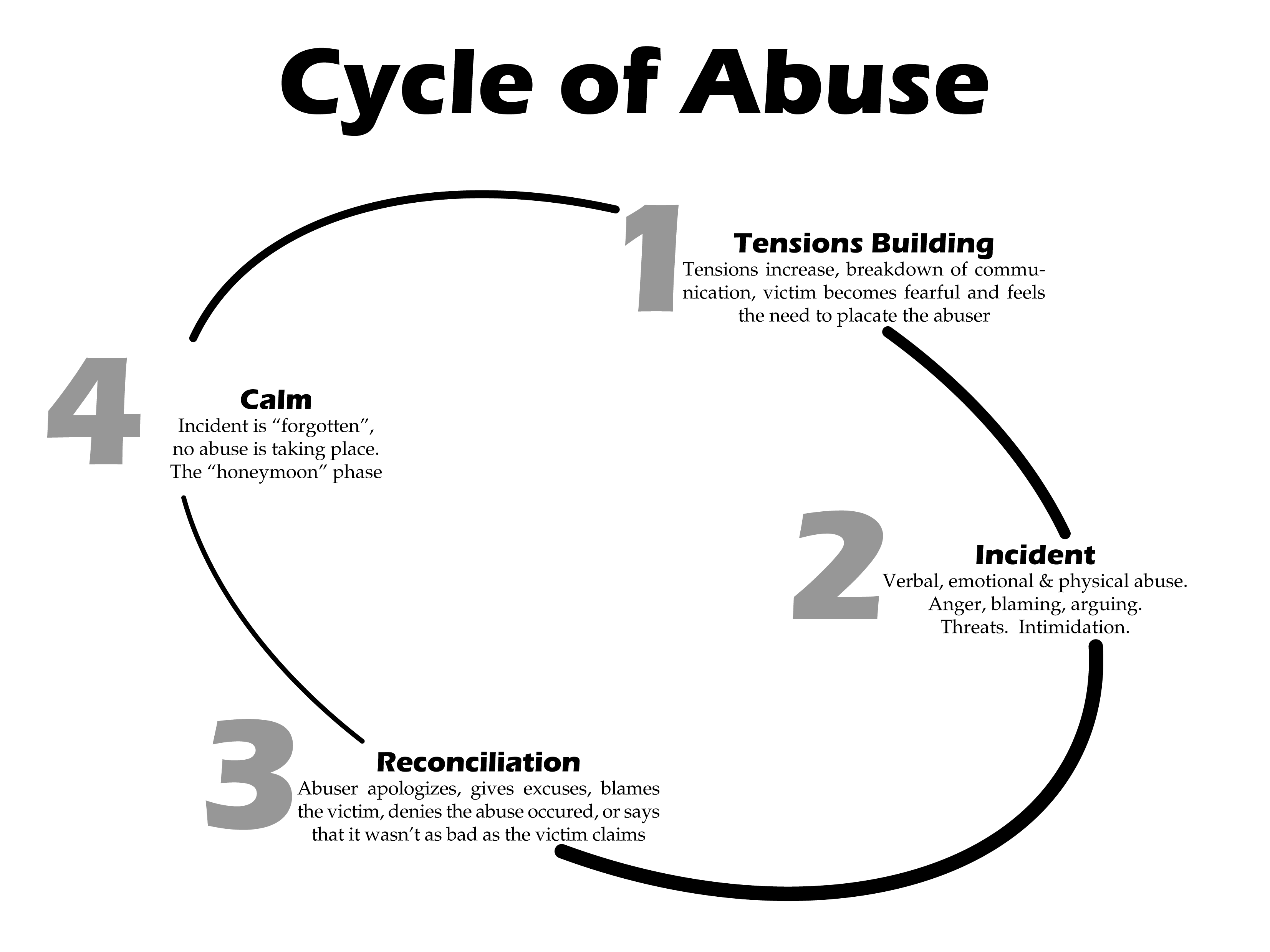
Illustrazione riassuntiva delle quattro fasi del ciclo

Il ciclo dell'abuso segue una progressione ben precisa, e si protrae finché il conflitto non si estingue, solitamente quando la vittima abbandona la relazione. Il ciclo può reiterare centinaia e centinaia di atti di violenza durante la relazione, e può riattivarsi nel giro di ore, giorni o anni. La durata, comunque, diminuisce nel corso del tempo tanto da rendere impercettibile la fase della latenza.

### 1: Attivazione della tensione
La prima fase del ciclo è caratterizzata da un sovraccarico negativo della tensione nella coppia come, ad es., cattiva o scarsa comunicazione tra le parti, ipotesi aggressione frustrazione, paura per un eventuale scoppio d'ira, ecc. La durata può variare da un paio d'ore a qualche mese.

### 2: Abuso vero e proprio
Durante questa fase, l'aggressore tenta di dominare la vittima contro la sua volontà tramite violenza psicologica o forza fisica o abuso di eventuali prerogative concesse dalla legge (mezzi di correzione e di disciplina, potestà genitoriale, etc.). Talvolta può ricorrere ad atti sessuali o alla minaccia delle armi. La vittima può essere colpita al punto tale da richiedere l'assistenza al pronto soccorso, ma spesso senza riuscire a trovare una via d'uscita dal ciclo.

### 3: Meccanismi di difesa
Caratterizzata da una serie di riavvicinamenti, questa fase segna un termine apparente della violenza, laddove l'aggressore finge di assumere sensi di colpa o rimorsi per quanto accaduto. Spesso l'aggressore avanza false promesse di cambiamento del proprio comportamento, magari corrompendo la buona fede della vittima con regali e quanto altro possa rabbonirla. La forza di volontà della vittima può risultare indebolita a seconda del protrarsi del ciclo.

### 4: Latenza
Giunti a questo punto, la relazione è relativamente calma e serena. Le difficoltà interpersonali, comunque, inevitabilmente si aggravano conducendo ad una nuova riattivazione della tensione.

## Difesa sociale
La teoria del ciclo dell'abuso è ampiamente utilizzata nei programmi di prevenzione della violenza domestica. Critiche al tale teoria sono state sollevate in quanto non descriverebbe tutte le relazioni abusive ma solo quelle dettate dalla parentela e ciò potrebbe favorire delle presunzioni ideologiche sulla rilevazione empirica.

## Prospettive sul ciclo dell'abuso
La teoria di Walker è considerata come un passo rivoluzionario in avanti nella comprensione della violenza interpersonale. Non mancano, comunque, le critiche su alcuni aspetti non chiari.
Dutton e Golant, ad es., hanno notato che le prime ricerche erano basate essenzialmente su racconti ed aneddoti delle vittime piuttosto che sulle rilevazioni campionarie vere e proprie. La stessa autrice ha ammesso che la selezione del campione non è stata casuale e che non era possibile considerarla una base legittima sulla quale formulare delle ipotesi valide.
Altri hanno avanzato dei dubbi sui limiti metodologici alla rilevazione e alla diagnosi del problema. Mentre la teoria copre l'esperienza aneddotica di molti partner nella relazione abusiva, ci sono situazioni che richiedono strumenti di prognosi che attualmente non è sempre possibile garantire. Nel campo dell'auto aiuto, ad es., non è vista con favore l'eventuale scissione di una relazione e che si preferisce progettare interventi di recupero delle relazioni patologiche.
Inizialmente, Walker affermò che il ciclo dell'abuso potesse descrivere il controllo patriarcale del comportamento maschile, soprattutto da parte di quegli uomini che percepivano l'abuso come un mezzo per ottenere il controllo sulle proprie compagne.